# 平安南道
平安南道（朝鲜语：／ Phyŏngannam do */?），是朝鲜民主主义人民共和国西北部的地方行政区。面积12,330平方公里，人口3,597,557人。道政府所在平城市。

## 地理
西面黄海（朝鲜称西海），南邻首都平壤和黄海北道，东接咸镜南道，北接平安北道和慈江道。

## 历史
- 1896年，因把平安道南北两分而成立。
- 1946年，平壤成为特别市，脱离平安南道。
- 1980年，南浦市脱离平安南道，成为直辖市
- 2004年，南浦做为特级市、重新隶属平安南道。
- 2010年，江西、大安、温泉、龙岗、千里马五郡劃入南浦特別市。

## 行政区划

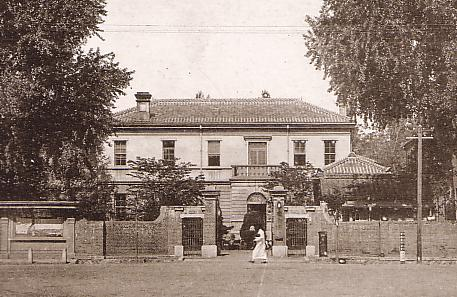
日治時期平安南道廳

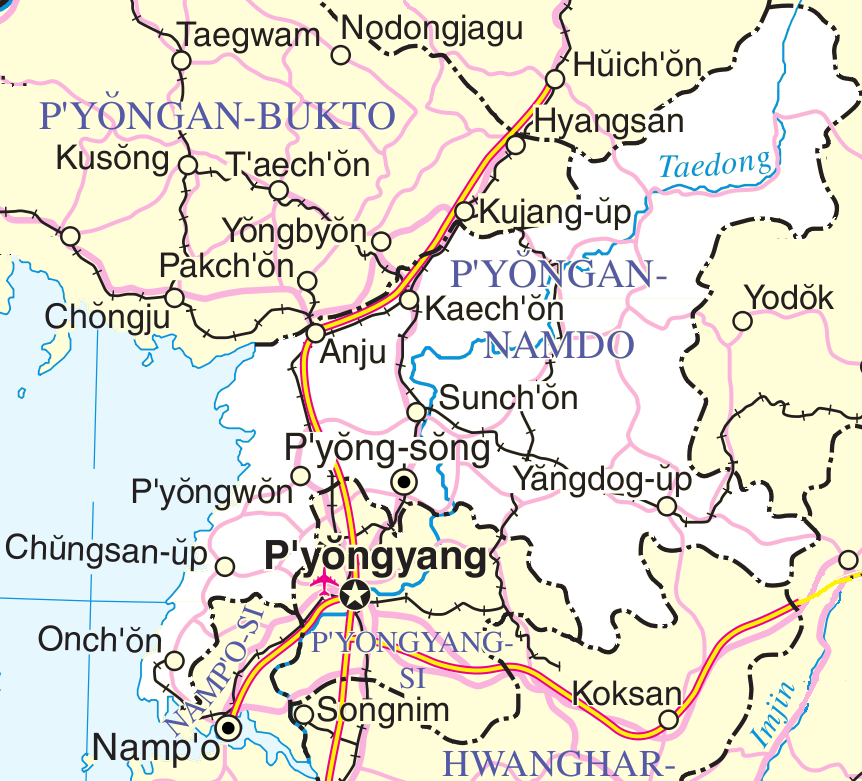
地形圖

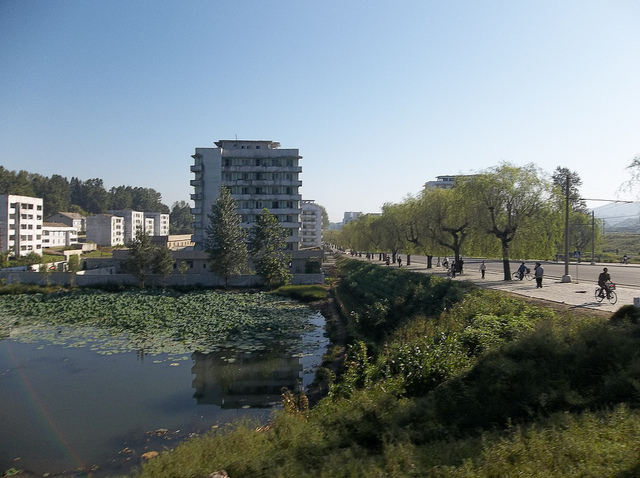
安州市

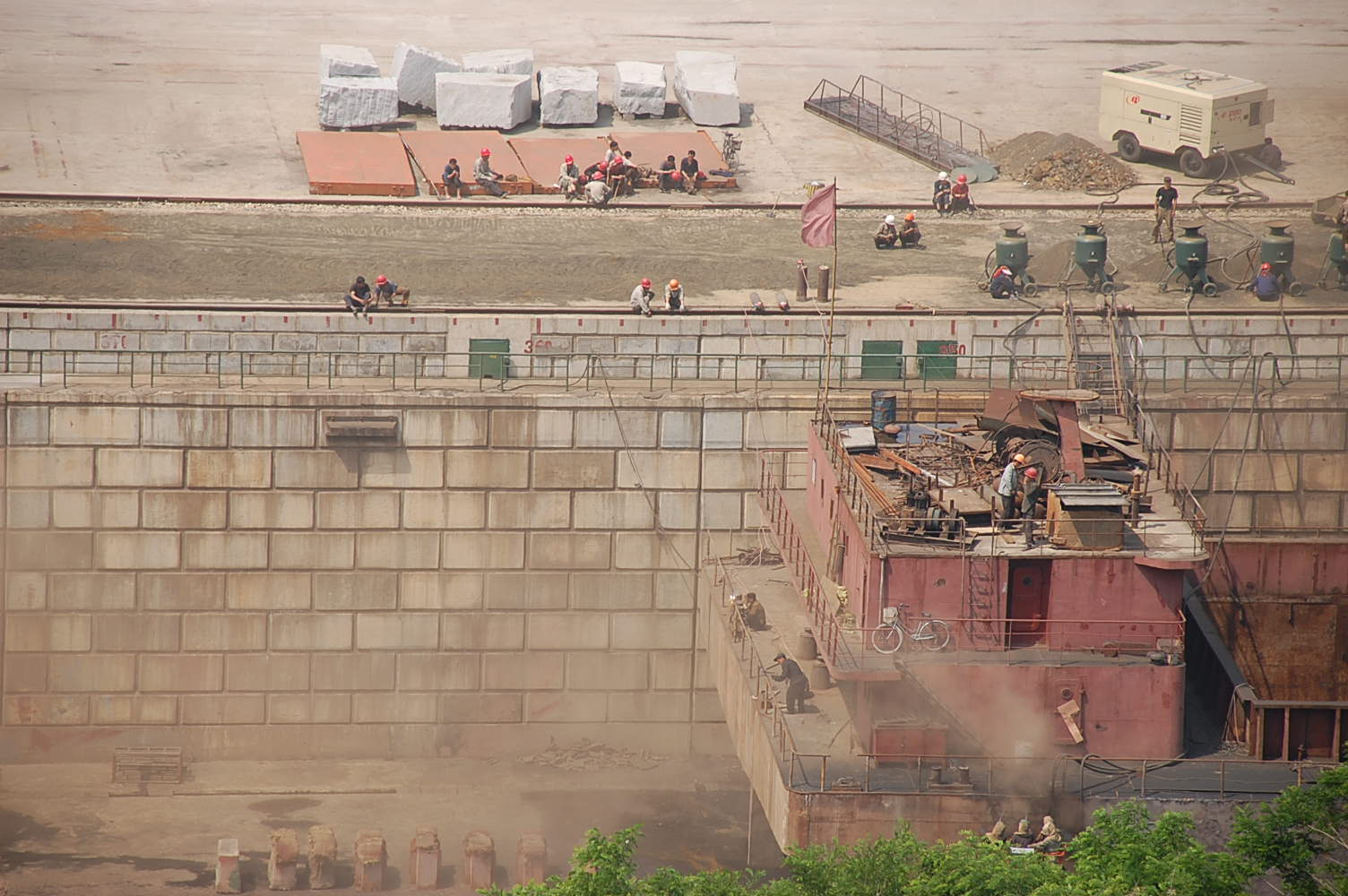
造船廠

### 市部
- 平城市
- 顺川市
- 德川市
- 安州市

### 地区
- 清南区

### 郡部
- 大同郡 甑山郡 平原郡 肃川郡 文德郡 成川郡 桧仓郡 新阳郡 阳德郡 北仓郡 孟山郡 宁远郡 大兴郡 殷山郡

## 觀光熱點
- 石湯溫泉：位於陽德郡溫井境內。水溫73－78攝氏度，硫化氫為1公升中含有2.0至3.5毫克，礦物質為1公升中含有0.4至0.5克。據說對各種皮膚病、神經痛、關節發炎、慢性濕疹、婦科病等有療效。
- 龍岡溫泉（Ryonggang Hot Spring）：位於「溫泉郡」。
- 法興寺（Pophung Temple）：位於「江龍山」的山腳的高句麗時代之佛教寺廟。
- 藥水里壁畫古墓：高句麗時代的壁畫墳墓

## 天然風物
- 北倉朝鮮刺槐群落：位于「北倉郡」的「南陽里」境內。刺槐群落發現于1919年間，樹高30－50厘米，地下莖中生出新枝。刺槐開花，很適宜栽種于園林。

- 龍浦細葉松樹林：位于「北倉郡」的「芢浦勞動者區」境內，此樹最高30米，周長2.4米，樹冠直徑4米，此樹根部較發達，不被風吹倒。

- 安國寺銀杏樹：位于平城市的鳳鶴洞境內。此樹種植于14世紀。樹高27米，周長10米，樹冠直徑18米左右，此樹枝杈有10多個。

- 白鷺、蒼鷺繁殖地：价川市的「龍雲里」境內，妙香山脈南西走向，「龍雲里」東坡上有白鷺、蒼鷺棲息處。從每年3月到10月初白鷺、蒼鷺到此棲息繁殖。

## 特產
- 成川栗：又稱「葯栗」，產於成川郡 ，每顆約7－8克。
- 東陽泉水：位於陽德郡的雙龍山的泉水。
- 新德山冷泉：位於龍岡郡境內，從深1,000米的花崗石層涌出的冷泉，含有鉀、鈣等對人體有好處的物質。

## 高等学校
- 肅川農業大學
- 平城理科大學